# Delta Goodrem/Diskografie
Diese Diskografie ist eine Übersicht über die musikalischen Werke der australischen Singer-Songwriterin Delta Goodrem. Den Quellenangaben zufolge hat sie bisher mehr als acht Millionen Tonträger verkauft, davon den Schallplattenauszeichnungen zufolge allein in ihrer Heimat über 3,6 Millionen. Ihre erfolgreichste Veröffentlichung ist das Debütalbum Innocent Eyes mit über vier Millionen verkauften Einheiten.

## Alben

### Studioalben
| Jahr | Titel Musiklabel                                   | Höchstplatzierung, Gesamtwochen, AuszeichnungChartplatzierungen (Jahr, Titel, Musiklabel, Platzierungen, Wochen, Auszeichnungen, Anmerkungen) | Höchstplatzierung, Gesamtwochen, AuszeichnungChartplatzierungen (Jahr, Titel, Musiklabel, Platzierungen, Wochen, Auszeichnungen, Anmerkungen) | Höchstplatzierung, Gesamtwochen, AuszeichnungChartplatzierungen (Jahr, Titel, Musiklabel, Platzierungen, Wochen, Auszeichnungen, Anmerkungen) | Höchstplatzierung, Gesamtwochen, AuszeichnungChartplatzierungen (Jahr, Titel, Musiklabel, Platzierungen, Wochen, Auszeichnungen, Anmerkungen) | Höchstplatzierung, Gesamtwochen, AuszeichnungChartplatzierungen (Jahr, Titel, Musiklabel, Platzierungen, Wochen, Auszeichnungen, Anmerkungen) | Höchstplatzierung, Gesamtwochen, AuszeichnungChartplatzierungen (Jahr, Titel, Musiklabel, Platzierungen, Wochen, Auszeichnungen, Anmerkungen) | Höchstplatzierung, Gesamtwochen, AuszeichnungChartplatzierungen (Jahr, Titel, Musiklabel, Platzierungen, Wochen, Auszeichnungen, Anmerkungen) | Anmerkungen                                                |
| Jahr | Titel Musiklabel                                   | DE | AT | CH | UK | US | AU | NZ | Anmerkungen                                                |
| ---- | -------------------------------------------------- | --- | --- | --- | --- | --- | --- | --- | ---------------------------------------------------------- |
| 2003 | Innocent Eyes Epic Records (Sony BMG)              | DE20 Gold · (17 Wo.)DE | AT27 (6 Wo.)AT | CH14 (15 Wo.)CH | UK2 ×3Dreifachplatin · (42 Wo.)UK | — | AU1 ×1515-fach-Platin · (65 Wo.)AU | NZ6 ×4Vierfachplatin · (44 Wo.)NZ | Erstveröffentlichung: 21. März 2003 Verkäufe: + 4.000.000  |
| 2004 | Mistaken Identity Epic Records (Sony BMG)          | DE59 (8 Wo.)DE | AT62 (3 Wo.)AT | CH50 (5 Wo.)CH | UK25 Gold · (13 Wo.)UK | — | AU1 ×5Fünffachplatin · (32 Wo.)AU | NZ7 Platin · (12 Wo.)NZ | Erstveröffentlichung: 5. November 2004 Verkäufe: + 465.000 |
| 2007 | Delta Sony Music (Sony BMG)                        | — | — | — | — | US116 (1 Wo.)US | AU1 ×3Dreifachplatin · (22 Wo.)AU | NZ12 (9 Wo.)NZ | Erstveröffentlichung: 20. Oktober 2007 Verkäufe: + 210.000 |
| 2012 | Child of the Universe Sony Music (Sony)            | — | — | — | — | — | AU2 Gold · (10 Wo.)AU | NZ18 (3 Wo.)NZ | Erstveröffentlichung: 26. Oktober 2012 Verkäufe: + 35.000  |
| 2016 | Wings of the Wild The House of Oz (Sony)           | — | — | — | — | — | AU1 Gold · (21 Wo.)AU | NZ8 (6 Wo.)NZ | Erstveröffentlichung: 1. Juli 2016 Verkäufe: + 35.000      |
| 2021 | Bridge over Troubled Dreams The House of Oz (Sony) | — | — | — | — | — | AU1 (6 Wo.)AU | — | Erstveröffentlichung: 14. Mai 2021                         |

### Livealben
| Jahr | Titel Musiklabel                                       | Anmerkungen                              |
| ---- | ------------------------------------------------------ | ---------------------------------------- |
| 2009 | Believe Again – Australian Tour 2009 Sony Music (Sony) | Erstveröffentlichung: 18. September 2009 |

### Soundtracks
| Jahr | Titel Musiklabel                      | Höchstplatzierung, Gesamtwochen, AuszeichnungChartplatzierungen (Jahr, Titel, Musiklabel, Platzierungen, Wochen, Auszeichnungen, Anmerkungen) | Höchstplatzierung, Gesamtwochen, AuszeichnungChartplatzierungen (Jahr, Titel, Musiklabel, Platzierungen, Wochen, Auszeichnungen, Anmerkungen) | Höchstplatzierung, Gesamtwochen, AuszeichnungChartplatzierungen (Jahr, Titel, Musiklabel, Platzierungen, Wochen, Auszeichnungen, Anmerkungen) | Höchstplatzierung, Gesamtwochen, AuszeichnungChartplatzierungen (Jahr, Titel, Musiklabel, Platzierungen, Wochen, Auszeichnungen, Anmerkungen) | Höchstplatzierung, Gesamtwochen, AuszeichnungChartplatzierungen (Jahr, Titel, Musiklabel, Platzierungen, Wochen, Auszeichnungen, Anmerkungen) | Höchstplatzierung, Gesamtwochen, AuszeichnungChartplatzierungen (Jahr, Titel, Musiklabel, Platzierungen, Wochen, Auszeichnungen, Anmerkungen) | Höchstplatzierung, Gesamtwochen, AuszeichnungChartplatzierungen (Jahr, Titel, Musiklabel, Platzierungen, Wochen, Auszeichnungen, Anmerkungen) | Anmerkungen                        |
| Jahr | Titel Musiklabel                      | DE | AT | CH | UK | US | AU | NZ | Anmerkungen                        |
| ---- | ------------------------------------- | --- | --- | --- | --- | --- | --- | --- | ---------------------------------- |
| 2018 | I Honestly Love You Sony Music (Sony) | — | — | — | — | — | AU4 (3 Wo.)AU | — | Erstveröffentlichung: 11. Mai 2018 |

### EPs
| Jahr | Titel Musiklabel            | Anmerkungen                             |
| ---- | --------------------------- | --------------------------------------- |
| 2012 | Christmas Sony Music (Sony) | Erstveröffentlichung: 14. Dezember 2012 |

### Weihnachtsalben
| Jahr | Titel Musiklabel                        | Höchstplatzierung, Gesamtwochen, AuszeichnungChartplatzierungen (Jahr, Titel, Musiklabel, Platzierungen, Wochen, Auszeichnungen, Anmerkungen) | Höchstplatzierung, Gesamtwochen, AuszeichnungChartplatzierungen (Jahr, Titel, Musiklabel, Platzierungen, Wochen, Auszeichnungen, Anmerkungen) | Höchstplatzierung, Gesamtwochen, AuszeichnungChartplatzierungen (Jahr, Titel, Musiklabel, Platzierungen, Wochen, Auszeichnungen, Anmerkungen) | Höchstplatzierung, Gesamtwochen, AuszeichnungChartplatzierungen (Jahr, Titel, Musiklabel, Platzierungen, Wochen, Auszeichnungen, Anmerkungen) | Höchstplatzierung, Gesamtwochen, AuszeichnungChartplatzierungen (Jahr, Titel, Musiklabel, Platzierungen, Wochen, Auszeichnungen, Anmerkungen) | Höchstplatzierung, Gesamtwochen, AuszeichnungChartplatzierungen (Jahr, Titel, Musiklabel, Platzierungen, Wochen, Auszeichnungen, Anmerkungen) | Höchstplatzierung, Gesamtwochen, AuszeichnungChartplatzierungen (Jahr, Titel, Musiklabel, Platzierungen, Wochen, Auszeichnungen, Anmerkungen) | Anmerkungen                             |
| Jahr | Titel Musiklabel                        | DE | AT | CH | UK | US | AU | NZ | Anmerkungen                             |
| ---- | --------------------------------------- | --- | --- | --- | --- | --- | --- | --- | --------------------------------------- |
| 2020 | Only Santa Knows The House of Oz (Sony) | — | — | — | — | — | AU2 (12 Wo.)AU | — | Erstveröffentlichung: 12. November 2020 |

## Singles

### Als Leadmusikerin
| Jahr | Titel Album                                                                             | Höchstplatzierung, Gesamtwochen, AuszeichnungChartplatzierungen (Jahr, Titel, Album, Platzierungen, Wochen, Auszeichnungen, Anmerkungen) | Höchstplatzierung, Gesamtwochen, AuszeichnungChartplatzierungen (Jahr, Titel, Album, Platzierungen, Wochen, Auszeichnungen, Anmerkungen) | Höchstplatzierung, Gesamtwochen, AuszeichnungChartplatzierungen (Jahr, Titel, Album, Platzierungen, Wochen, Auszeichnungen, Anmerkungen) | Höchstplatzierung, Gesamtwochen, AuszeichnungChartplatzierungen (Jahr, Titel, Album, Platzierungen, Wochen, Auszeichnungen, Anmerkungen) | Höchstplatzierung, Gesamtwochen, AuszeichnungChartplatzierungen (Jahr, Titel, Album, Platzierungen, Wochen, Auszeichnungen, Anmerkungen) | Höchstplatzierung, Gesamtwochen, AuszeichnungChartplatzierungen (Jahr, Titel, Album, Platzierungen, Wochen, Auszeichnungen, Anmerkungen) | Höchstplatzierung, Gesamtwochen, AuszeichnungChartplatzierungen (Jahr, Titel, Album, Platzierungen, Wochen, Auszeichnungen, Anmerkungen) | Anmerkungen                                                               |
| Jahr | Titel Album                                                                             | DE | AT | CH | UK | US | AU | NZ | Anmerkungen                                                               |
| ---- | --------------------------------------------------------------------------------------- | --- | --- | --- | --- | --- | --- | --- | ------------------------------------------------------------------------- |
| 2001 | I Don’t Care –                                                                          | — | — | — | — | — | — | — | Erstveröffentlichung: 5. November 2001 Original: Angela Via               |
| 2002 | Born to Try Innocent Eyes                                                               | DE61 (6 Wo.)DE | — | CH58 (6 Wo.)CH | UK3 Silber · (13 Wo.)UK | — | AU1 ×4Vierfachplatin · (22 Wo.)AU | NZ1 Gold · (24 Wo.)NZ | Erstveröffentlichung: 8. November 2002 Verkäufe: + 485.000                |
| 2003 | Lost Without You Innocent Eyes                                                          | DE27 (17 Wo.)DE | AT14 (16 Wo.)AT | CH47 (9 Wo.)CH | UK4 (13 Wo.)UK | — | AU1 ×2Doppelplatin · (18 Wo.)AU | NZ4 (19 Wo.)NZ | Erstveröffentlichung: 28. Februar 2003 Verkäufe: + 140.000                |
| 2003 | Innocent Eyes                                                                           | — | — | — | UK9 (10 Wo.)UK | — | AU1 Platin · (20 Wo.)AU | NZ13 (12 Wo.)NZ | Erstveröffentlichung: 6. Juni 2003 Verkäufe: + 70.000                     |
| 2003 | Not Me, Not I Innocent Eyes                                                             | — | — | — | UK18 (6 Wo.)UK | — | AU1 Platin · (17 Wo.)AU | NZ11 (14 Wo.)NZ | Erstveröffentlichung: 12. September 2003 Verkäufe: + 70.000               |
| 2003 | Predictable Innocent Eyes                                                               | — | — | — | — | — | AU1 ×2Doppelplatin · (17 Wo.)AU | — | Erstveröffentlichung: 28. November 2003 Verkäufe: + 140.000               |
| 2004 | Out of the Blue Mistaken Identity                                                       | DE54 (7 Wo.)DE | AT46 (7 Wo.)AT | CH60 (5 Wo.)CH | UK9 (13 Wo.)UK | — | AU1 Platin · (16 Wo.)AU | NZ14 (14 Wo.)NZ | Erstveröffentlichung: 8. Oktober 2004 Verkäufe: + 70.000                  |
| 2005 | Mistaken Identity                                                                       | — | — | — | — | — | AU7 Gold · (7 Wo.)AU | — | Erstveröffentlichung: 14. Januar 2005 Verkäufe: + 35.000                  |
| 2005 | Almost Here Mistaken Identity • Irish Son                                               | DE32 (9 Wo.)DE | AT34 (12 Wo.)AT | CH36 (10 Wo.)CH | UK3 (10 Wo.)UK | — | AU1 Platin · (15 Wo.)AU | — | Erstveröffentlichung: 31. Mai 2005 Verkäufe: + 70.000; mit Brian McFadden |
| 2005 | A Little Too Late Mistaken Identity                                                     | — | — | — | — | — | AU13 (10 Wo.)AU | — | Erstveröffentlichung: 27. Mai 2005                                        |
| 2006 | Together We Are One Commonwealth Games: Melbourne 2006 Opening Ceremony                 | — | — | — | — | — | AU2 Gold · (17 Wo.)AU | — | Erstveröffentlichung: 1. April 2006 Verkäufe: + 35.000                    |
| 2007 | In This Life Delta                                                                      | — | — | — | — | — | AU1 ×2Doppelplatin · (18 Wo.)AU | NZ31 (8 Wo.)NZ | Erstveröffentlichung: 15. September 2007 Verkäufe: + 140.000              |
| 2007 | Believe Again Delta                                                                     | — | — | — | — | — | AU2 Platin · (12 Wo.)AU | — | Erstveröffentlichung: 8. Dezember 2007 Verkäufe: + 70.000                 |
| 2008 | You Will Only Break My Heart Delta                                                      | — | — | — | — | — | AU14 (7 Wo.)AU | — | Erstveröffentlichung: 29. März 2008                                       |
| 2008 | I Can’t Break It to My Heart Delta                                                      | — | — | — | — | — | AU13 (3 Wo.)AU | — | Erstveröffentlichung: 16. August 2008                                     |
| 2012 | Sitting on Top of the World Child of the Universe                                       | — | — | — | — | — | AU2 ×3Dreifachplatin · (14 Wo.)AU | NZ23 (4 Wo.)NZ | Erstveröffentlichung: 13. April 2012 Verkäufe: + 210.000                  |
| 2012 | Dancing with a Broken Heart Child of the Universe                                       | — | — | — | — | — | AU15 Gold · (3 Wo.)AU | — | Erstveröffentlichung: 10. August 2012 Verkäufe: + 35.000                  |
| 2012 | Wish You Were Here Child of the Universe                                                | — | — | — | — | — | AU5 Platin · (7 Wo.)AU | — | Erstveröffentlichung: 12. Oktober 2012 Verkäufe: + 70.000                 |
| 2013 | Heart Hypnotic –                                                                        | — | — | — | — | — | AU7 Gold · (4 Wo.)AU | — | Erstveröffentlichung: 17. Juni 2013 Verkäufe: + 35.000                    |
| 2014 | Love. Thy Will Be Done –                                                                | — | — | — | — | — | — | — | Erstveröffentlichung: 12. September 2014 Original: Martika                |
| 2015 | Only Human Wings of the Wild                                                            | — | — | — | — | — | AU46 (1 Wo.)AU | NZ39 (1 Wo.)NZ | Erstveröffentlichung: 13. März 2015                                       |
| 2015 | Wings Wings of the Wild                                                                 | — | — | — | — | — | AU1 ×2Doppelplatin · (11 Wo.)AU | — | Erstveröffentlichung: 24. Juli 2015 Verkäufe: + 140.000                   |
| 2016 | Dear Life Wings of the Wild                                                             | — | — | — | — | — | AU3 Platin · (5 Wo.)AU | — | Erstveröffentlichung: 6. Mai 2016 Verkäufe: + 70.000                      |
| 2016 | Enough Wings of the Wild                                                                | — | — | — | — | — | AU27 (5 Wo.)AU | — | Erstveröffentlichung: 24. Juni 2016 feat. Gizzle                          |
| 2016 | The River Wings of the Wild                                                             | — | — | — | — | — | — | — | Erstveröffentlichung: 6. Oktober 2016                                     |
| 2018 | Think About You –                                                                       | — | — | — | — | — | AU19 Gold · (2 Wo.)AU | — | Erstveröffentlichung: 16. Februar 2018 Verkäufe: + 35.000                 |
| 2018 | Welcome to Earth –                                                                      | — | — | — | — | — | — | — | Erstveröffentlichung: 5. April 2018                                       |
| 2018 | Love Is a Gift I Honestly Love You • Just the Two of Us •• The Duets Collection, Vol. 1 | — | — | — | — | — | — | — | Erstveröffentlichung: 29. April 2018 mit Olivia Newton-John               |
| 2020 | Let It Rain –                                                                           | — | — | — | — | — | — | — | Erstveröffentlichung: 6. Januar 2020                                      |
| 2020 | Keep Climbing Bridge over Troubled Dreams                                               | — | — | — | — | — | — | — | Erstveröffentlichung: 14. Mai 2020                                        |
| 2020 | Paralyzed Bridge over Troubled Dreams                                                   | — | — | — | — | — | AU36 (1 Wo.)AU | — | Erstveröffentlichung: 17. Juli 2020                                       |
| 2020 | Back in 84 –                                                                            | — | — | — | — | — | — | — | Erstveröffentlichung: 21. August 2020                                     |
| 2020 | Solid Gold Bridge over Troubled Dreams                                                  | — | — | — | — | — | — | — | Erstveröffentlichung: 18. September 2020                                  |
| 2021 | Billionaire Bridge over Troubled Dreams                                                 | — | — | — | — | — | — | — | Erstveröffentlichung: 19. März 2021                                       |
| 2021 | All of My Friends Bridge over Troubled Dreams                                           | — | — | — | — | — | — | — | Erstveröffentlichung: 22. April 2021                                      |
| 2023 | Back to Your Heart –                                                                    | — | — | — | — | — | — | — | Erstveröffentlichung: 4. August 2023                                      |
| 2024 | Hearts on the Run –                                                                     | — | — | — | — | — | — | — | Erstveröffentlichung: 16. Februar 2024                                    |

### Als Gastmusikerin
| Jahr | Titel Album                          | Höchstplatzierung, Gesamtwochen, AuszeichnungChartplatzierungen (Jahr, Titel, Album, Platzierungen, Wochen, Auszeichnungen, Anmerkungen) | Höchstplatzierung, Gesamtwochen, AuszeichnungChartplatzierungen (Jahr, Titel, Album, Platzierungen, Wochen, Auszeichnungen, Anmerkungen) | Höchstplatzierung, Gesamtwochen, AuszeichnungChartplatzierungen (Jahr, Titel, Album, Platzierungen, Wochen, Auszeichnungen, Anmerkungen) | Höchstplatzierung, Gesamtwochen, AuszeichnungChartplatzierungen (Jahr, Titel, Album, Platzierungen, Wochen, Auszeichnungen, Anmerkungen) | Höchstplatzierung, Gesamtwochen, AuszeichnungChartplatzierungen (Jahr, Titel, Album, Platzierungen, Wochen, Auszeichnungen, Anmerkungen) | Höchstplatzierung, Gesamtwochen, AuszeichnungChartplatzierungen (Jahr, Titel, Album, Platzierungen, Wochen, Auszeichnungen, Anmerkungen) | Höchstplatzierung, Gesamtwochen, AuszeichnungChartplatzierungen (Jahr, Titel, Album, Platzierungen, Wochen, Auszeichnungen, Anmerkungen) | Anmerkungen |
| Jahr | Titel Album                          | DE | AT | CH | UK | US | AU | NZ | Anmerkungen |
| ---- | ------------------------------------ | --- | --- | --- | --- | --- | --- | --- | --- |
| 2008 | Eyes on Me Taking Chances            | — | — | — | — | — | — | — | Erstveröffentlichung: 7. Januar 2008 Begleitgesang bei Céline Dion                                             |
| 2010 | Mistakes Wall of Soundz              | — | — | — | — | — | AU41 (2 Wo.)AU | — | Erstveröffentlichung: 17. September 2010 Brian McFadden feat. Delta Goodrem                                    |
| 2013 | Bayini (Live) –                      | — | — | — | — | — | AU4 (1 Wo.)AU | — | Erstveröffentlichung: 31. Mai 2013 Geoffrey Gurrumul Yunupingu feat. Delta Goodrem & Sydney Symphony Orchestra |
| 2016 | Vente pa’ ca –                       | — | — | — | — | — | — | — | Erstveröffentlichung: 26. Dezember 2016 Ricky Martin feat. Delta Goodrem                                       |
| 2017 | With a Little Help from My Friends – | — | — | — | — | — | — | — | Erstveröffentlichung: 27. Oktober 2017 als Teil der Sony Music All Stars; Original: The Beatles                |

## Videoalben und Musikvideos

### Videoalben
| Jahr | Titel Musiklabel                                          | Höchstplatzierung, Gesamtwochen, AuszeichnungChartplatzierungen (Jahr, Titel, Musiklabel, Platzierungen, Wochen, Auszeichnungen, Anmerkungen) | Höchstplatzierung, Gesamtwochen, AuszeichnungChartplatzierungen (Jahr, Titel, Musiklabel, Platzierungen, Wochen, Auszeichnungen, Anmerkungen) | Höchstplatzierung, Gesamtwochen, AuszeichnungChartplatzierungen (Jahr, Titel, Musiklabel, Platzierungen, Wochen, Auszeichnungen, Anmerkungen) | Höchstplatzierung, Gesamtwochen, AuszeichnungChartplatzierungen (Jahr, Titel, Musiklabel, Platzierungen, Wochen, Auszeichnungen, Anmerkungen) | Höchstplatzierung, Gesamtwochen, AuszeichnungChartplatzierungen (Jahr, Titel, Musiklabel, Platzierungen, Wochen, Auszeichnungen, Anmerkungen) | Höchstplatzierung, Gesamtwochen, AuszeichnungChartplatzierungen (Jahr, Titel, Musiklabel, Platzierungen, Wochen, Auszeichnungen, Anmerkungen) | Höchstplatzierung, Gesamtwochen, AuszeichnungChartplatzierungen (Jahr, Titel, Musiklabel, Platzierungen, Wochen, Auszeichnungen, Anmerkungen) | Anmerkungen                                                |
| Jahr | Titel Musiklabel                                          | DE | AT | CH | UK | US | AU | NZ | Anmerkungen                                                |
| ---- | --------------------------------------------------------- | --- | --- | --- | --- | --- | --- | --- | ---------------------------------------------------------- |
| 2003 | Delta auch bekannt als: Innocent Eyes Epic Records (Sony) | — | — | — | — | — | AU1 ×12Zwölffachplatin · (… Wo.)AU | — | Erstveröffentlichung: 16. Oktober 2003 Verkäufe: + 180.000 |
| 2005 | The Visualise Tour: Live in Concert Epic Records (Sony)   | — | — | — | — | — | AU1 ×4Vierfachplatin · (… Wo.)AU | — | Erstveröffentlichung: 13. November 2005 Verkäufe: + 60.000 |
| 2009 | Believe Again – Australian Tour 2009 Sony Music (Sony)    | — | — | — | — | — | AU1 Gold · (… Wo.)AU | — | Erstveröffentlichung: 18. September 2009 Verkäufe: + 7.500 |
| 2018 | Wings of the Wild – Live The House of Oz (Sony)           | — | — | — | — | — | AU1 (… Wo.)AU | — | Erstveröffentlichung: 2. November 2018                     |

### Musikvideos
| Jahr | Titel                                  | Regisseur(e)                                       |
| ---- | -------------------------------------- | -------------------------------------------------- |
| 2001 | I Don’t Care                           | Anthony Rose                                       |
| 2001 | A Year Ago Today                       |                                                    |
| 2002 | Born to Try                            | Miikka Lommi                                       |
| 2003 | Lost Without You                       | Katie Bell                                         |
| 2003 | Innocent Eyes                          | Michael Gracey                                     |
| 2003 | Not Me, Not I                          | Michael Spiccia                                    |
| 2004 | Out of the Blue                        | Nigel Dick                                         |
| 2005 | Mistaken Identity                      | Michael Spiccia                                    |
| 2005 | Almost Here                            | Martin Weisz                                       |
| 2005 | A Little Too Late                      | Anthony Rose                                       |
| 2005 | Lost Without You (US version)          |                                                    |
| 2005 | Be Strong                              |                                                    |
| 2005 | The Analyst                            |                                                    |
| 2006 | Together We Are One                    |                                                    |
| 2006 | Flawed                                 |                                                    |
| 2007 | In This Life                           | Rocky Schenck (Original) Robert Hales (US-Version) |
| 2007 | Believe Again                          | Michael Spiccia                                    |
| 2008 | You Will Only Break My Heart           |                                                    |
| 2008 | I Can’t Break It to My Heart           |                                                    |
| 2010 | Mistakes                               |                                                    |
| 2012 | Sitting on Top of the World            | Guy Franklin                                       |
| 2012 | Dancing with a Broken Heart            | Hannah Lux Davis                                   |
| 2012 | Wish You Were Here                     |                                                    |
| 2015 | Only Human                             |                                                    |
| 2015 | You and You Alone                      |                                                    |
| 2015 | Wings                                  |                                                    |
| 2015 | Let It Snow! Let It Snow! Let It Snow! |                                                    |
| 2016 | Dear Life                              | Anthony Rose                                       |
| 2016 | Enough                                 |                                                    |
| 2016 | The River                              |                                                    |
| 2016 | Heavy                                  |                                                    |
| 2017 | The Score                              |                                                    |
| 2018 | Think About You                        |                                                    |
| 2018 | Love is a Gift                         |                                                    |
| 2020 | Paralyzed                              |                                                    |
| 2020 | Think About You                        |                                                    |
| 2021 | Billionaire                            |                                                    |
| 2021 | Only Santa Knows                       |                                                    |
| 2021 | White Christmas                        |                                                    |
| 2021 | River                                  |                                                    |
| 2021 | Jingle Bell Rock                       |                                                    |
| 2021 | Little Drummer Boy                     |                                                    |
| 2021 | Rockin’ Around the Christmas Tree      |                                                    |
| 2023 | Back to Your Heart                     |                                                    |
| 2024 | Hearts on the Run                      | Ashleigh Larden                                    |

## Sonderveröffentlichungen

### Alben
| Jahr | Titel Musiklabel                        | Anmerkungen                                                                            |
| ---- | --------------------------------------- | -------------------------------------------------------------------------------------- |
| 2012 | The Acoustic Sessions Sony Music (Sony) | Erstveröffentlichung: 26. Oktober 2012 Teil von Child of the Universe (Deluxe Edition) |

| Jahr | Titel Musiklabel                                    | Anmerkungen                                    |
| ---- | --------------------------------------------------- | ---------------------------------------------- |
| 2009 | Innocent Eyes / Mistaken Identity Sony Music (Sony) | Erstveröffentlichung: 2009 Teil der „x2“-Reihe |

### Lieder
| Jahr | Titel Album                                                                                | Anmerkungen |
| ---- | ------------------------------------------------------------------------------------------ | --- |
| 2004 | Almost Here Irish Son                                                                      | Erstveröffentlichung: 29. November 2004 Brian McFadden & Delta Goodrem                                                               |
| 2005 | Phenomenal Woman Stronger Than Before                                                      | Erstveröffentlichung: 29. August 2005 Olivia feat. Verschiedene Interpreten                                                          |
| 2006 | Steppin’ Out with My Baby Duets – An American Classic                                      | Erstveröffentlichung: 16. September 2006 Tony Bennett feat. Delta Goodrem Original: Fred Astaire, The Lyttle Sisters & The Mel-Tones |
| 2006 | All Out of Love The Love Album                                                             | Erstveröffentlichung: 17. November 2006 Westlife feat. Delta Goodrem; Original: Air Supply                                           |
| 2007 | Eyes on Me Taking Chances                                                                  | Erstveröffentlichung: 7. November 2007 Begleitgesang bei Céline Dion                                                                 |
| 2008 | Forgive Me Twice Set in Stone                                                              | Erstveröffentlichung: 19. April 2008 Brian McFadden feat. Delta Goodrem                                                              |
| 2008 | Live! Together ~Tokyo Girls Anthem~ My Life                                                | Erstveröffentlichung: 11. Juni 2008 Juju feat. Delta Goodrem                                                                         |
| 2008 | Right Here with You A Celebration in Song                                                  | Erstveröffentlichung: 1. August 2008 Olivia Newton-John feat. Delta Goodrem                                                          |
| 2010 | Breathe, Dream, Pray, Love Home                                                            | Erstveröffentlichung: 2010 Jim Brickman feat. Delta Goodrem & Mark Masri                                                             |
| 2010 | Mistakes Wall of Soundz                                                                    | Erstveröffentlichung: 23. April 2010 Brian McFadden feat. Delta Goodrem                                                              |
| 2011 | I’m Not Ready Gems – The Duets Collection                                                  | Erstveröffentlichung: 17. Juni 2011 Michael Bolton feat. Delta Goodrem                                                               |
| 2011 | Break It to My Heart Daydream                                                              | Erstveröffentlichung: 25. Oktober 2011 Katherine Jenkins feat. Delta Goodrem                                                         |
| 2013 | Ain’t No Mountain High Enough Ain’t No Mountain High Enough: A Tribute to Hitsville U.S.A. | Erstveröffentlichung: 26. Februar 2013 Michael Bolton feat. Delta Goodrem; Original: Marvin Gaye & Tammi Terrell                     |
| 2015 | Let It Snow! Let It Snow! Let It Snow! The Christmas Album (Deluxe Edition)                | Erstveröffentlichung: 20. November 2015 Human Nature feat. Delta Goodrem; Original: Vaughn Monroe                                    |
| 2023 | Love Is a Gift Just the Two of Us •• The Duets Collection, Vol. 1                          | Erstveröffentlichung: 5. Mai 2023 Olivia Newton-John & Delta Goodrem                                                                 |
| 2023 | No More Tears (Enough Is Enough) Euphoria                                                  | Erstveröffentlichung: 25. August 2023 Claire Richards feat. Delta Goodrem                                                            |

| Jahr | Titel Album                                                                            | Anmerkungen                                                                                        |
| ---- | -------------------------------------------------------------------------------------- | -------------------------------------------------------------------------------------------------- |
| 1999 | Love Australian Music Week 1999                                                        | Erstveröffentlichung: Oktober 1999                                                                 |
| 2002 | Do You Hear What I Hear? The Spirit of Christmas 2002                                  | Erstveröffentlichung: November 2002 Original: Harry Simeone                                        |
| 2002 | Have Yourself a Merry Little Christmas The Spirit of Christmas 2003                    | Erstveröffentlichung: November 2003 Original: Judy Garland                                         |
| 2006 | Together We Are One (Live) Commonwealth Games: Melbourne 2006 Opening Ceremony         | Erstveröffentlichung: 19. März 2006                                                                |
| 2006 | O Come, All Ye Faithful The Spirit of Christmas 2006                                   | Erstveröffentlichung: 10. November 2006 Original: Traditional                                      |
| 2008 | For Good Wicked                                                                        | Erstveröffentlichung: 25. Oktober 2008 mit LeAnn Rimes; Original: Kristin Chenoweth & Idina Menzel |
| 2010 | Little Drummer Boy The Spirit of Christmas 2010                                        | Erstveröffentlichung: November 2010 Original: The Harry Simeone Chorale                            |
| 2014 | Silent Night The Spirit of Christmas 2014                                              | Erstveröffentlichung: November 2014 Original: Traditional – Stille Nacht, heilige Nacht            |
| 2020 | Let It Rain (Live) Artists Unite for Fire Fight – Concert for National Bushfire Relief | Erstveröffentlichung: 13. März 2020                                                                |
| 2020 | Together We Are One (Live) One World: Together at Home                                 | Erstveröffentlichung: 19. April 2020                                                               |
| 2020 | Down Under (Live) Music from the Home Front                                            | Erstveröffentlichung: 18. Juni 2020 mit Colin Hay; Original: Men at Work                           |

| Jahr | Titel Soundtrack zu     | Anmerkungen                            |
| ---- | ----------------------- | -------------------------------------- |
| 2003 | Born to Try Nachbarn    | Erstveröffentlichung: 30. Mai 2003     |
| 2003 | Born to Try Celebridade | Erstveröffentlichung: 24. Oktober 2003 |

### Videoalben
| Jahr | Titel Musiklabel                                 | Anmerkungen                                                                                            |
| ---- | ------------------------------------------------ | --- |
| 2003 | Delta in London Epic Records (Sony)              | Erstveröffentlichung: 1. Juli 2003 Teil von Innocent Eyes (Deluxe Edition)                             |
| 2016 | The Greatest Hits Music Videos Sony Music (Sony) | Erstveröffentlichung: 1. Juli 2016 Teil von Wings of the Wild (Tour Edition)                           |
| 2013 | The Making of Innocent Eyes Sony Music (Sony)    | Erstveröffentlichung: 29. November 2013 Teil von Innocent Eyes (Ten Year Anniversary Acoustic Edition) |

## Promoveröffentlichungen
| Jahr | Titel Album                               | Anmerkungen                                                           |
| ---- | ----------------------------------------- | --------------------------------------------------------------------- |
| 2004 | Throw It Away Innocent Eyes               | Erstveröffentlichung: 2004                                            |
| 2005 | Be Strong Mistaken Identity               | Erstveröffentlichung: 16. Oktober 2005                                |
| 2006 | Flawed Innocent Eyes (Japanese Edition)   | Erstveröffentlichung: 11. Oktober 2006                                |
| 2011 | I’m Not Ready Gems – The Duets Collection | Erstveröffentlichung: 16. Mai 2011 Michael Bolton feat. Delta Goodrem |
| 2017 | Heavy Wings of the Wild                   | Erstveröffentlichung: 2017                                            |
| 2017 | The Score –                               | Erstveröffentlichung: 24. Februar 2017                                |

## Boxsets
| Jahr | Titel Musiklabel                        | Anmerkungen                           |
| ---- | --------------------------------------- | ------------------------------------- |
| 2011 | The Albums Collection Sony Music (Sony) | Erstveröffentlichung: 14. Januar 2011 |
| 2011 | The Visual Collection Sony Music (Sony) | Erstveröffentlichung: 14. Januar 2011 |

## Statistik

### Chartauswertung
|                     | DE    | AT    | CH    | UK    | US    | AU    | NZ    |
| ------------------- | ----- | ----- | ----- | ----- | ----- | ----- | ----- |
| Nummer-eins-Alben   | DE—DE | AT—AT | CH—CH | UK—UK | US—US | AU5AU | NZ—NZ |
| Top-10-Alben        | DE—DE | AT—AT | CH—CH | UK1UK | US—US | AU8AU | NZ3NZ |
| Alben in den Charts | DE2DE | AT2AT | CH2CH | UK2UK | US1US | AU8AU | NZ5NZ |

|                       | DE    | AT    | CH    | UK    | US    | AU     | NZ    |
| --------------------- | ----- | ----- | ----- | ----- | ----- | ------ | ----- |
| Nummer-eins-Singles   | DE—DE | AT—AT | CH—CH | UK—UK | US—US | AU9AU  | NZ1NZ |
| Top-10-Singles        | DE—DE | AT—AT | CH—CH | UK5UK | US—US | AU17AU | NZ2NZ |
| Singles in den Charts | DE4DE | AT3AT | CH4CH | UK6UK | US—US | AU26AU | NZ8NZ |

|                          | DE    | AT    | CH    | UK    | US    | AU    | NZ    |
| ------------------------ | ----- | ----- | ----- | ----- | ----- | ----- | ----- |
| Nummer-eins-Videoalben   | DE—DE | AT—AT | CH—CH | UK—UK | US—US | AU4AU | NZ—NZ |
| Top-10-Videoalben        | DE—DE | AT—AT | CH—CH | UK—UK | US—US | AU4AU | NZ—NZ |
| Videoalben in den Charts | DE—DE | AT—AT | CH—CH | UK—UK | US—US | AU4AU | NZ—NZ |

### Auszeichnungen für Musikverkäufe
| Platin-Schallplatte - Europa - 2004: für das Album Innocent Eyes |

Anmerkung: Auszeichnungen in Ländern aus den Charttabellen bzw. Chartboxen sind in ebendiesen zu finden.
| Land/RegionAuszeichnungen für Musikverkäufe (Land/Region, Auszeichnungen, Verkäufe, Quellen) | Silber  | Gold       | Platin       | Verkäufe    | Quellen                   |
| -------------------------------------------------------------------------------------------- | ------- | ---------- | ------------ | ----------- | ------------------------- |
| Australien (ARIA)                                                                            | —       | 8× Gold8   | 61× Platin61 | 3.627.500   | aria.com.au               |
| Deutschland (BVMI)                                                                           | —       | Gold1      | —            | 150.000     | musikindustrie.de         |
| Europa (IFPI)                                                                                | —       | —          | Platin1      | (1.000.000) | ifpi.org                  |
| Neuseeland (RMNZ)                                                                            | —       | Gold1      | 5× Platin5   | 80.000      | aotearoamusiccharts.co.nz |
| Vereinigtes Königreich (BPI)                                                                 | Silber1 | Gold1      | 3× Platin3   | 1.200.000   | bpi.co.uk                 |
| Insgesamt                                                                                    | Silber1 | 11× Gold11 | 70× Platin70 |             |                           |